# Джеймс Мадисън
Джеймс Мадисън (на английски: James Madison, р. 16 март 1751 – п. 28 юни 1836) е четвъртият (1809 – 1817) президент на САЩ. Той заедно с Джон Джей и Александър Хамилтън, като представители от страна на федералистите се смятат за бащи на Американската Конституция.

## Биография

### Младежки години
Мадисън е роден в Кинг Джордж Каунти, Вирджиния. Неговите родители, полковник Джеймс Мадисън старши (27 март 1723 – 27 февруари 1801) и Елеонор Роуз „Нели“ Конуей (9 януари 1731 – 11 февруари 1829), са проспериращи собственици на тютюнева плантация в Ориндж Каунти, Вирджиния, където и Мадисън прекарва по-голямата част от детските си години. През 1769 г. той напуска плантацията и се записва да учи в Принстънския университет (по това време се нарича Колидж оф Ню Джърси) като завършва четиригодишния курс за две години, но това води до негово силно психическо и физическо изтощение. След като възстановява здравето си става протеже на Томас Джеферсън и в това си качество се превръща във влиятелна фигура в политическия живот на Вирджиния, като помага при писането на декларацията за религиозна свобода на щата и при прокарването на идеята Вирджиния да даде част от северозападните си територии (които сега включват Охайо, Кентъки и Тенеси) на Континенталния конгрес.

### Баща на Конституцията
Осемдесетте години на 18 век Мадисън прекарва в опити да убеди тогавашните политически лидери да заменят неефективния Договор за Конфедерация. Така той се оказва най-добре подготвеният делегат на Конституционния конвент и неговото изключително силно влияние във Филаделфия през 1787 г. кара някои историци да го наричат бащата на Американската конституция. Мадисън е застъпник на идеята за силна централна власт и двукамерен парламент. Когато се поставя въпроса как щатите ще бъдат представени в парламента, Мадисън настоява това да става по броя на тяхното население.
Неговите бележки от Конституционния конвент са най-добрите писмени доказателства за мислите за тези, които Томас Джеферсън, който по това време е във Франция, нарича събрание на „полубогове“. За да подпомогне ратификацията на Конституцията в Ню Йорк Сити, Мадисън изоставя съмненията си и работи заедно с Александър Хамилтън и Джон Джей върху създаването на „Федералистките документи“, които се считат и до днес за най-убедителните коментари върху Конституцията на САЩ. Аргументите на Мадисън са силно повлияни от идеите на Шарл де Секонд и барон дьо Монтескьо.

### Член на Конгреса
Когато конституцията е ратифицирана, Мадисън става представител на своя роден щат Вирджиния. Той успешно представя Вирджиния на Първия Конгрес на САЩ, където внася законопроект за първите 12 поправки към конституцията, десет от които станали известни с наименованието „Закон за правата“ (Bill of rights), която е базирана на по-ранните разработки на Джордж Мейсън. Основната цел, която Мадисън преследва във времето, което прекарва в Конгреса, е да ограничи властта на федералното правителство. Когато заедно с други последователи на Томас Джеферсън отказват правото на федералното правителство да учреди собствена банка, това става повод за създаването на първите политически партии в САЩ – Федералистите, който споделят идеите на Хамилтън и са за силно централно правителство, и Демократично–Републиканската партия, която изповядва идеите на Джеферсън и е за силно ограничаване на правата на федералното правителство.
През 1797 г. напуска Конгреса и става Държавен секретар при Джеферсън.

### Президентство
През изборите от 1808 г. Мадисън води независима кампания и печели преди всичко благодарение на качествата, които демонстрира в областта на външните отношения по време, когато Великобритания и Франция се намират на стъпка от война със САЩ. Всяка от страните в този конфликт блокира пристанища на другата, за да не допусне извършването на търговия. През 1810 г. е приет закон, според който ако някоя от страните не вдигне блокадата, това задължително води до прекъсване на всякакви отношения с нея. В резултат на това Франция вдига блокадите, а Великобритания – не.
В последвалата война от 1812 г. британските военни части печелят множество победи, включително и за кратко окупират Вашингтон и така принуждават Мадисън да напусне града. Британците също така въоръжават американските индианци на запад. Никоя от страните не е особено въодушевена, макар и британците да нямат особено голям шанс да печелят, федералистите от Нова Англия, заплашват с отцепване, ако войната не се прекрати. През 1814 г. войната е прекратена с договора от Гент. Битката при Ню Орлеанс, при която Андрю Джаксън извоюва голяма победа, се случва 15 дни след като вече мирният договор е бил подписан – новината за това не достига навреме Луизиана. Важният политически ефект е краят на Федералистката партия, която е обявена за предателска поради нейната съпротива на войната.
Мадисън е бил висок 163 сантиметра (5 фута и 4 инча), тежал е 45 килограма (100 паунда) като това го прави най-ниския президент на САЩ, освен това е бил и постоянно болен. Мадисън се жени за Доли Пейн Тод, която е негова противоположност със своя общителен и жив характер. Именно Доли е тази, която оформя статута на Първа дама.

### Старост
След като напуска Белия дом, Мадисън се оттегля в Монпелие, неговата фамилна ферма във Вирджиния. Той за кратко е ректор на основания от Джеферсън Университет на Вирджиния, но прекарва повечето си дни във фермерство. Мадисън е първият президент на Американското колонизационно дружество, което купува правото за освободени американски роби да се заселят в основаната от дружеството колония – Либерия. Когато умира на 28 юни 1836 г. по силата на неговото завещание се даряват 2000 долара на колонизационното дружество, но собствеността върху неговите „негри и хора с цвят“ преминава към жена му – Мадисън е бил робовладелец през целия си живот.
Портретът на Мадисън е на банкнотата от 5000 долара, като има повече от 20 разновидности на този тип банкноти, издадени между 1861 и 1946 година, като всичките с изключение на 3 са с образа на Мадисън.